# 고타바야 라자팍사
낸다세나 고타바야 라자팍사(싱할라어: නන්දසේන ගෝඨාභය රාජපක්ෂ, 타밀어: நந்தசேன கோட்டாபய ராஜபக், 영어: Nandasena Gotabaya Rajapaksa, 1949년 6월 20일~)는 스리랑카의 정치인으로, 2019년부터 제8대 스리랑카의 대통령을 역임했다. 앞서 2005년부터 2015년까지 형 마힌다 라자팍사 전 대통령의 행정으로 국방부 도시개발부 장관을 지내며 스리랑카 국군을 이끌고 스리랑카 내전이 종식된 타밀 호랑이의 군사패배를 이끌었다.
남부주 출신의 저명한 정치 가정에서 태어난 라자팍사는 콜롬보 아난다 칼리지에서 교육을 받았고 1971년 4월 스리랑카 군대에 입대했다. 육군 훈련 센터인 디야탈라와에서 기초 훈련을 받은 후, 그는 신호 장교로 임관하였고, 이후 여러 보병 연대로 옮겨졌다. 그는 스리랑카 내전 초기에 정예 가자 연대와 함께 바다라마치 작전, 스트라이크 하드 작전, 티비다 발라야 작전 등 여러 주요 공세에 참여했으며 1987년부터 1989년까지 JVP 반란 기간 동안 반동 작전을 수행했다.
그는 군대에서 조기 은퇴를 하고 정보기술 분야로 옮긴 뒤 1998년 미국으로 이민을 갔다. 그는 2005년 스리랑카로 돌아와 그의 형제를 보좌했으며, 형제의 행정부에서 국방장관으로 임명되었다. 그의 재임 기간 동안 스리랑카 군은 2009년 스리랑카 내전을 성공적으로 마무리 짓고 타밀 호랑이를 물리치고 지도자 벨루필라이 프라바카란을 죽였다. 그는 2006년 12월 타밀 호랑이의 자살 폭탄 테러범에 의한 암살 시도의 표적이 되었다. 전쟁이 끝난 후, 라자팍사는 많은 도시 개발 프로젝트를 시작했다. 그는 2015년 대선에서 형이 패배한 후 물러났다.
2018년에는 친민족주의, 경제발전, 안보플랫폼을 내걸고 경선에 성공한 2019년 대선 후보로 떠올랐다. 그는 스리랑카 대통령으로 군 출신이 처음 선출된 인물이며, 이전에 선출된 적이 없는 대통령으로 선출된 최초의 인물이기도 하다. 대통령 재임 기간 동안, 그는 수정헌법 20조를 통해 대통령 권한을 증가시켰고 라자팍사 가문의 구성원들이 여러 권력에 임명되면서 족벌주의가 대두되었고, 코로나19 범유행의 시작 동안 나라를 이끌었다. 경제적 실정으로 인해 스리랑카는 파산하게 되었고, 이로 인해 스리랑카는 1948년 독립 이후 처음으로 채무 불이행을 선언하게 되었다. 이 경제 위기는 부족과 인플레이션을 야기했고, 2022년 스리랑카 시위와 정치적 위기를 초래했다. 라자팍사 정부는 비상사태를 선포하여 군부가 민간인을 체포하고, 통행금지령을 내리고, 소셜 미디어를 제한하고, 시위자와 언론인을 폭행하고, 온라인 활동가를 체포하는 것을 허용했다. 고타바야 라자팍사는 퇴진을 거부했고, 평화적인 시위자들에 대한 마힌다 라자팍사의 충신들의 조직적인 공격이 있은 후, 정부는 시위가 격렬해지자 장갑차에 군을 배치했다. 7월 13일 라자팍사는 스리랑카를 떠나 라닐 위크레마싱헤 총리를 대통령 권한대행으로 임명했다. 2022년 7월 14일, 라자팍사는 공식적으로 사임했다.

## 어린 시절
고타바야 라자팍사는 9남매 중 5남매로 마타라 구 팔라투와에서 태어났으며, 함반토타 남부 농촌 지역의 웨라케티야에서 자랐다. 그는 스리랑카의 유명한 정치 가문 출신이다. 그의 아버지 D. A. 라자팍사는 위제야난다 다하나야케 정부에서 저명한 정치인, 독립 선동가, 의회 의원, 부의장, 농토 내각 장관이었다. 그의 형인 마힌다 라자팍사는 1970년 24세의 나이로 스리랑카 자유당의 당원으로 처음 선출되었으며, 2001년 야당 대표, 2004년 총리, 2005년 스리랑카 대통령이 되면서 점차 당을 통해 부상했다. 그의 또 다른 형인 카말 라자팍사와 바질 라자팍사도 현 국회의원이다. 그는 콜롬보 아난다 칼리지에서 초등 및 중등 교육을 받았다.

## 대통령직
라자팍사의 취임식은 2019년 11월 18일, 아누라다푸라의 루완웰리사야에서 열렸다. 라자팍사가 취임한 첫 번째 선출직이며, 대통령직을 수행한 최초의 비경력 정치인이자 전직 군인이다. 대통령 취임 후 그는 새 정부를 구성하고 국방 포트폴리오를 인수할 의사를 발표했다. 2019년 11월 19일, 대통령 비서실에서 업무를 맡게 된 후 대통령 비서실장에는 펀치 반다 자야순다라를, 국방부 장관에는 카말 구나라트네 소장을 임명했으며, 재무부 장관과 외교부 장관에는 신임 재무부 장관을 임명했다. 11월 20일, 라닐 위크레마싱헤 총리는 2020년 3월, 대통령이 헌법적으로 의회를 해산할 수 있는 후 새로운 의회 선거가 실시될 때까지 라자팍사의 임시 정부 구성을 위해 사임하기로 합의했다. 같은 날 대통령 비서실은 모든 지방 주지사에게 사직서를 제출할 것을 촉구했다. 11월 21일, 라닐 위크레마싱헤가 사임하고 15명의 내각이 임명된 다음 날 그는 친형 마힌다 라자팍사를 총리로 임명했다. 따라서 스리랑카는 폴란드에 이어 형제가 한 나라의 대통령과 총리를 동시에 맡는 세계에서 두 번째 국가가 되었다. 그의 사임을 요구하는 시위가 벌어진 후 고타바야 라자팍사는 시위를 진정시키기 위해 새 내각을 임명했다. 그는 세 명의 친척으로부터 권력을 빼앗아 형제 두 명과 조카를 내각에서 축출했다. 마힌다 라자팍사는 여전히 총리였다.

### 코로나19 범유행
스리랑카의 코로나19 범유행은 2020년 3월에 시작되었다. 라자팍사는 처음에는 스리랑카 봉쇄를 거부했지만 나중에 확진자 수가 증가하기 시작하자 통금 시간을 부과하기로 결정했다. 라자팍사는 3월 2일에 의회를 해산했다. 라자팍사는 2020년 4월 25일에 선거를 처음 실시했다가 선거관리위원회에서 2020년 6월 20일로 연기했다. 그의 행정부는 감세, 화폐 발행, 유기농 농업 정책에 따라 스리랑카 경제와 식량 위기를 초래한 것으로 알려져 있다.

### 2020년 스리랑카 총선
2020년 8월 5일에 총선이 실시되었다. 스리랑카 인민전선(SLPP)는 선거에서 압승을 거두며 225석 중 145석을 차지했다. 제1야당인 통일인민전선은 54석을 얻는 데 그쳤다. SLPP의 승리는 코로나19 범유행 억제에 대한 압도적인 성공과 2019년 스리랑카 부활절 폭탄 테러의 여파로 촉발된 대규모 정보 실패로 비난받은 유엔 주도 정부에 대한 부정적인 홍보 덕분이다.

### 환경 정책 및 삼림벌채
라자팍사 대통령이 이끄는 스리랑카 정부는 농업과 개발을 위해 "기타 국유림"(OSF)으로 알려진 비보호림 관리를 논란의 여지가 있는 순환 방식으로 지역 당국에 이관했다. 이 조치는 국내 식량 생산을 늘리기 위한 정부의 노력의 일환이라고 주장되었지만, 환경 운동가들로부터 생물 다양성이 높은 지역에서 규제되지 않은 벌목 양보에 대한 정부의 지원과 암묵적인 허가 승인이라고 비판을 받아왔다.

## 대통령 사임 후

### 스리랑카로 복귀
2022년 9월 2일, 라자팍사는 스리랑카로 돌아와 52일간의 자진 망명 생활을 마감했다. 귀국하자마자 라자팍사는 전직 대통령에게 부여된 새로운 관저와 경호를 받았다.

### 경제 관리 잘못에 대한 유죄 판결
2023년 11월 14일, 스리랑카 국제투명성기구(TISL)와 기타 4명의 활동가들이 제기한 소송에 따라 스리랑카 대법원은 라자팍사, 그의 친형 마힌다, 바질 및 기타 여러 관리들이 2019년부터 2022년까지 경제 관리 부실 혐의로 기소되었으며, 피신청인들이 헌법 제12조 제1항에 따라 법을 평등하게 보호할 수 있는 기본권을 침해했다고 주장했다. 청원인들이 보상을 청구한 이후 보상 명령은 내려지지 않았지만, 법원은 각 청원인에게 피신청인들로부터 15만 루피(450달러)의 법적 비용을 받을 권리가 있다고 명령했다.

## 사생활
은퇴 후, 그는 콜롬보 대학교에서 정보 기술을 전공하는 대학원 졸업장을 받았고 1992년에 마케팅 매니저로서 콜롬보에 기반을 둔 IT 회사인 인포매틱스 이후 1998년 미국으로 이주하여 로스엔젤레스의 로욜라 로스쿨에서 시스템 통합자와 유닉스 솔라리스 관리자로 일했다.

## 역대 선거 결과
| 선거명      | 직책명            | 대수 | 정당              | 득표율 | 득표수      | 결과 | 당락                 |
| ----------- | ----------------- | ---- | ----------------- | ------ | ----------- | ---- | -------------------- |
| 2019년 선거 | 스리랑카의 대통령 | 8대  | 스리랑카 인민전선 | 52.25% | 6,924,255표 | 1위  | 스리랑카 대통령 당선 |